# Aden Jefferies
Aden Jefferies, es un personaje ficticio de la serie de televisión australiana Home and Away, interpretado por el actor Todd Lasance el 4 de agosto de 2005, luego regresó a la serie del 2007 hasta el 6 de mayo de 2010. 

## Biografía
Aden es hijo de Larry Jefferies y Abigail "Abby" Jefferies.
Aden apareció por primera vez en el 2005 cuando comenzó a salir con Cassie Turner después de que esta terminará con Ric Dalby, pero la relación terminó cuando su hermano Sean Jefferies golpeo a Ric. 
Aden regresó en el 2007 cuando comenzó a molestar a Geoff Campbell, quien con el tiempo se volvió su amigo. A finales del mismo año Aden sufrió una lesión en la pierna en un accidente de coche con Matilda Hunter y Cassie. 
En el 2008 se reveló que cuando Aden era joven su abuelo Stanley Jefferies, quien había estado en la armada, había abusado sexualmente de él y que su padre Larry lo sabía, lo cual dejó destrozado a Aden. Luego su padre fue enviado a prisión luego de que atropellara a Axel Hay y este muriera. Ese mismo año comenzó a salir con Belle Taylor y se casaron en el 2009, lamentablemente Belle murió poco después a causa del cáncer. 
En el 2010 Aden se volvió el gerente en el Bait Shop de Alf Stewart y sale con su antigua amiga Nicole Franklin, aunque la relación en ocasiones presenta conflictos ya que Aden todavía se está reponiendo de la muerte de su esposa.
Después de que su hermano mayor Justin Jefferies llegara a Summer Bay ensangrentado y sin recordar nada, comenzaron a reconstruir su relación poco después cuando regresaron al lugar del accidente para ver que encontraban, descubrieron el cuerpo de su padre, sin embargo a pesar de que Justin quería avisarle a la policía Aden no piensa lo mismo, poco después ambos lo sepultaron. Luego de ser cuesionados por la muerte de su padre la oficial Charlie Buckton los lleva al lugar del incidente para que les diga en donde enterraron el cuerpo de Larry.
Cuando Charlie les habla para decirles que el fiscal tiene suficientes evidencias para acusarlos a ambos de conspiración para cometer un homicidio, Aden comienza a presionar a Justin para que recuerde lo que pasó y así poder salirse del problema en el que se han metido.
Cuando un teléfono suena en la estación Justin de repente recuerda en parte lo que pasó, sin embargo logra recordar que después del accidente Larry lo ayudó a salir del coche e hizo que Justin sacara su celular para llamar a Aden. Cuando Nicole recoge el celular de Aden de la tienda y lo llevara con Charlie, por fin escuchan el mensaje. 
En el mensaje Larry explica que él y Justin tuvieron un accidente después de que viraran bruscamente para evitar chocar contra un canguro y que quedó muy lastimado, por lo que no le queda mucho tiempo.
Larry también explica que él y Justin han platicado y que Justin lo ha perdonado por el abuso que Justin e Aden sufrieron cuando eran pequeños. También dice que espera que Aden pueda perdonarlo para que no tenga que vivir con ese odio en su corazón, lo último que se escucha es cuando Larry le dice a Aden que lo ama y de pronto la llamada se corta. Después de escuchar el mensaje los cargos son retirados y Charlie los deja solos para que puedan platicar. 
Poco después Aden termina su relación con Nicole y deja Summer Bay junto a Justin para iniciar una nueva vida en la ciudad.